# معتز تمبكتي
معتز تمبكتي (بالإنجليزية: Moataz Tombakti)‏؛ مواليد 13 مايو 1994 في مكة ، السعودية، هو لاعب كرة قدم سعودي في نادي الشرق.

## مسيرة اللاعب
كانت بداياته مع نادي الوحدة و في مطلع عام 2016 وقع نادي الاتحاد بعد انتهاء عقده مع الوحدة و لعب معهم موسم و نصف و بعد انتهاء عقده في صيف 2017 وقع مع نادي الفيحاء و أعير إلى نادي أحد في عام 2018 و وقع مع نادي العين مطلع عام 2020 و وقع نادي الشعلة في صيف 2020 و بعدها وقع مع نادي نجران ونادي اللواء ونادي الساحل ونادي الشرق.

## روابط خارجية
- معتز تمبكتي على موقع Soccerway.com (الإنجليزية)